# 氰化钠

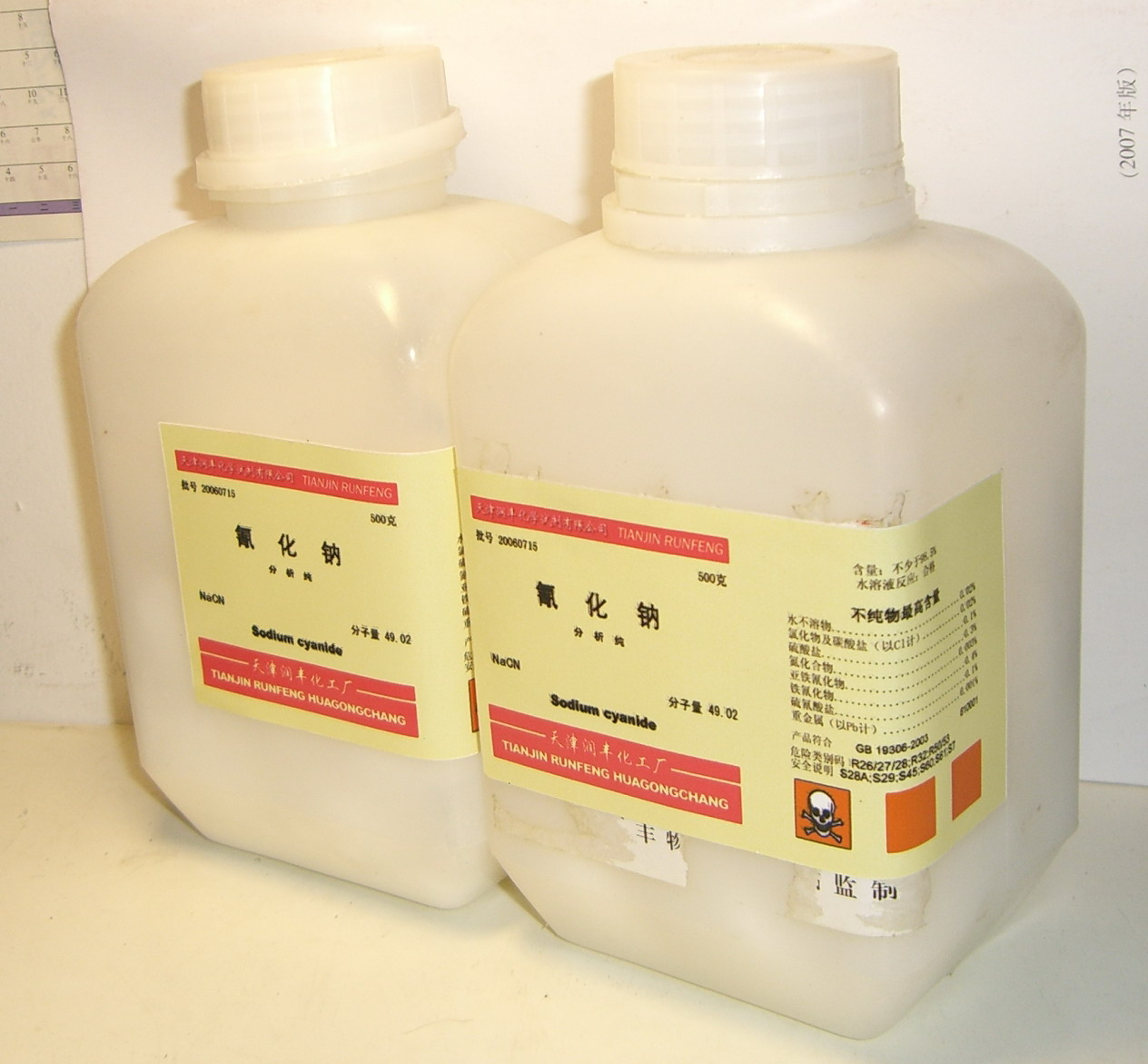
氰化钠

氰化钠，俗称山埃、山奈、山奈钠、三步倒，是氰化物的一种，为白色结晶粉末或大块固体，毒性极強，化学式为NaCN。易吸湿而带有苦杏仁味，能否嗅出与个人基因有关。
氰化钠容易水解生成氰化氢，水溶液呈强碱性。易吸收二氧化碳。常用于提取金、银、銅、鋅等贵金属，也用于电镀、制造农药、殺蟲劑及有机合成氨基酸、蛋氨酸等用途。泄露至自然界中的氰化钠会对生物造成严重损害，人類吞食100-300mg氰化钠后一分钟内失去知觉。

## 制备
可由氰化氢和氢氧化钠反应制得：
HCN + NaOH → NaCN + H2O
也可由氨基钠和碳共热得到，此方式為Castner-Kellner過程：
NaNH2 + C  —共熱→ NaCN + H2

## 化学性质
氰化钠可以和过氧化氢反应，产生氰酸钠。
NaCN  +  H2O2  →  NaOCN  +  H2O
亞鐵氰化鈉對熱不穩定，受熱分解：
Na4[Fe(CN)6] —灼燒→  NaCN +Fe3C+ N2↑(+Fe+C)  (係數未平衡)
除了以上分解方式之外，亞鐵氰酸鈉根據分解的條件不同，還會產生Fe3C、Fe、C等物種。
还原性:
NaCN + H2O2 → NaOCN + H2O
氰化鈉可以和硫酸反应，產生硫酸氫鈉和氫氰酸。
NaCN + H2SO4 → HCN + NaHSO4

## 應用

### 採礦

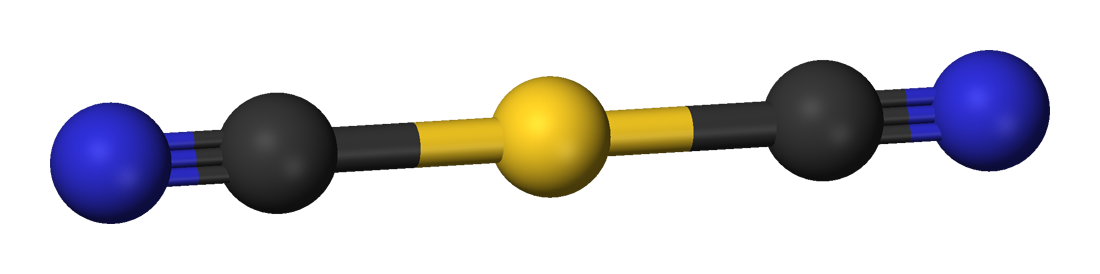
氰化金(Au(CN)_{2})的球棒模型

1783年，卡爾·威廉·舍勒發現，黃金溶於氰化物的水溶液。通過巴格拉季翁（1844年），埃爾斯納（1846），和法拉第（1847年）的工作，金氰水溶性化合物，被確定每個金原子需兩分子氰。
氰化鈉主要用於提取黃金和其他貴金屬。黃金對氰化物會產生反應，誘使黃金氧化，易溶於空氣和水：
4 Au + 8 NaCN + O2 + 2 H2O → 4 Na[Au(CN)2] + 4 NaOH
然後用鋅将金還原: 
Zn + 2 NaAu(CN)2 → 2 Au + Na2Zn(CN)4

### 化學原料
幾個具有商業意義的化學化合物是來自氰化物，包括三聚氯氰、氯化氰。氰化物在有機合成中，它被列為一個強大的親核試劑，其中廣泛存在於許多特種化學品，包括藥品。

### 生物使用
氰化鈉因為有劇毒，所以可用來迅速殺死或昏迷生物，如非法使用氰化物捕魚和昆蟲學家收集昆蟲。水解后则生成另一种剧毒物质氰化氢，曾经被纳粹德国用于毒气室的集体屠杀。現今也用於美國處決罪犯的工具。

### 有機合成
氰化鈉可以提供氰離子，而氰離子是一個很好的親核試劑，可以與鹵代烷發生親核取代反應，這個反應叫科爾貝腈合成。例如跟氯乙烷反應，生成丙腈。這個反應十分重要，因爲可以加長碳鏈，而且我們可以用腈來生產其他有機物，例如水解生成羧酸，或催化加氫生成胺。

## 註解
1. ↑  . William M. Haynes, David R. Lide, Thomas J. Bruno 2016-2017, 97th. Boca Raton, Florida. 2016  [2023-05-17]. ISBN 978-1-4987-5428-6. OCLC 930681942. （原始内容存档于2022-05-04）.
2. ↑  Oxford MSDS
3. ↑  NIOSH Pocket Guide to Chemical Hazards. . NIOSH.
4. ↑  . Immediately Dangerous to Life and Health Concentrations (IDLH). National Institute for Occupational Safety and Health (NIOSH).
5. .   [2015-08-16]. （原始内容存档于2015-05-12）.
6. ↑  .   [2015-08-19]. （原始内容存档于2015-08-20）.
7. 1 2  Andreas Rubo, Raf Kellens, Jay Reddy, Norbert Steier, Wolfgang Hasenpusch "Alkali Metal Cyanides" in Ullmann's Encyclopedia of Industrial Chemistry 2006 Wiley-VCH, Weinheim, Germany. doi:10.1002/14356007.i01_i01